# Líšná (Rokycany)
Líšná es una localidad situada en el distrito de Rokycany, en la región de Pilsen, República Checa. Tiene una población estimada, a principios del año 2022, de 190 habitantes.
Está ubicada al norte de la región, en la cuenca hidrográfica del río Berounka —un afluente izquierdo del río Moldava que, a su vez, lo es del Elba—, y cerca de la frontera con la región de Bohemia Central.